# Pang Junxu
Pang Junxu (龐俊旭S, PángjùnxùP; Bozhou, 15 febbraio 2000) è un giocatore di snooker cinese.